# Cleopatra (canção)
"Cleopatra" (em português: Cleópatra) é uma música da banda americana de rock Weezer, lançada a 8 de Setembro de 2014 como o segundo single do seu nono álbum de estúdio, Everything Will Be Alright in the End. A música foi publicada no canal Vevo do YouTube dos Weezer um dia depois do lançamento lançamento oficial do single. Tal como o primeiro single, "Back to the Shack", a música recebeu comparações favoráveis com os primeiros álbuns dos Weezer.

## Composição
"Cleopatra" é descrita como um regresso dos Weezer ao seu som clássico. A música inicia-se por acordes acústicos, harmónica e vocais calmos, evoluindo para para um som mais pesado, contendo solos e duelos de guitarra. Chris Coplan da Consequence of Sound caracterizou a música afirmando que a sonoridade desta é muito mais próxima de Weezer (The Blue Album) do que de Pinkerton.

## Recepção
Carolyn Menyes da Music Times comenta que "parece que a banda finalmente voltou ao que era depois de todos estes anos", referindo "Cleopatra" como um exemplo. Daniel Kreps da Rolling Stone declarou que "a faixa recorda os primeiros álbuns da banda", referindo a produção de Ric Ocasek. Pela Consequence of Sound, Chris Coplan afirma que "os Weezer mantêm as coisas interessantes ao imbuir a faixa com uma dose saudável de experiência e cinismo, adicionando novas camadas a um som que pode ocasionalmente ser todo ele muito familiar". Karina Starobina da Gigwise descreveu a música "como uma banda sonora perfeita para um festa de piscina universitária tal como outra qualquer música dos Weezer que já tenha ouvido". Starobina também comenta que não quer que os Weezer mudem.

## Lista de Faixas
Download digital
| N.º | Título      | Compositor(es) | Duração |  |
| 1.  | "Cleopatra" | Rivers Cuomo   | 3:13    |  |

## Pessoal
- Rivers Cuomo — guitarra principal, harmónica, vocalista
- Patrick Wilson — bateria
- Brian Bell — guitarra, vocalista de apoio
- Scott Shriner — baixo, vocalista de apoio
- Ric Ocasek — produtor